# نیدک
نیدک (به چکی: Nejdek) یک منطقهٔ مسکونی در جمهوری چک است که در ناحیه کارلووی واری واقع شده‌است. نیدک ۸٬۵۴۹ نفر جمعیت دارد.